# Nuoto artistico ai campionati europei di nuoto 2022 - Programma tecnico maschile
La competizione di singolo programma tecnico di nuoto artistico ai campionati europei di nuoto 2022 si è disputata il 12 agosto 2022 presso il Foro Italico di Roma, in Italia. Hanno partecipato alla competizione 3 nuotatori artistici.

## Risultati
La finale si è svolta alle ore 16:30.
| Class   | Sincronetta           | Nazione | Punti   |
| ------- | --------------------- | ------- | ------- |
| Oro     | Giorgio Minisini      | Italia  | 85.7033 |
| Argento | Fernando Díaz del Río | Spagna  | 79.4951 |
| Bronzo  | Ivan Martinović       | Serbia  | 58.8834 |